# Friendly
|  | Per a altres significats, vegeu «Friendly (Virgínia de l'Oest)». |

Friendly és una concentració de població designada pel cens al Comtat de Prince George's de l'estat de Maryland. Segons el cens del 2000 tenia 10.938 habitants.

## Demografia
Segons el cens del 2000, Friendly tenia 10.938 habitants, 3.506 habitatges, i 2.962 famílies. La densitat de població era de 622 habitants/km².
Dels 3.506 habitatges en un 38,4% hi vivien nens de menys de 18 anys, en un 65,6% hi vivien parelles casades, en un 13,9% dones solteres, i en un 15,5% no eren unitats familiars. En el 12,2% dels habitatges hi vivien persones soles el 2,5% de les quals corresponia a persones de 65 anys o més que vivien soles. El nombre mitjà de persones vivint en cada habitatge era de 3,12 i el nombre mitjà de persones que vivien en cada família era de 3,36.
Per edats la població es repartia de la següent manera: un 27,4% tenia menys de 18 anys, un 7,5% entre 18 i 24, un 27,8% entre 25 i 44, un 30,3% de 45 a 60 i un 7% 65 anys o més.
L'edat mediana era de 38 anys. Per cada 100 dones de 18 o més anys hi havia 90,5 homes.
La renda mediana per habitatge era de 80.214 $ i la renda mediana per família de 82.827 $. Els homes tenien una renda mediana de 43.281 $ mentre que les dones 42.086 $. La renda per capita de la població era de 28.545 $. Entorn del 0,2% de les famílies i el 0,4% de la població estaven per davall del llindar de pobresa.

## Poblacions properes
El següent diagrama mostra les poblacions més properes.